# Buttersäure-sec-butylester
Buttersäure-sec-butylester ist eine chemische Verbindung aus der Gruppe der Carbonsäureester.

## Gewinnung und Darstellung
Buttersäure-sec-butylester kann durch Reaktion von Buttersäure mit 2-Butanol gewonnen werden.

## Eigenschaften
Buttersäure-sec-butylester ist eine farblose Flüssigkeit.

## Verwendung
Buttersäure-sec-butylester wird als Aromastoff verwendet.